# Киевский горно-геологический институт
Киевский горно-геологический институт — высшее учебное заведение СССР в городе Киеве.

## История
Основан в 1931 году из Горного и Геологоразведочного (бывшего факультета Киевского государственного университета) институтов.
Ликвидирован в августе 1935 года из-за переноса столицы Украины из Харькова в Киев.
Студенты были переведены в Днепропетровский горный институт.

## Факультеты
- Геологический[5]
- Геофизический[6]
- Географический

## Преподаватели и известные студенты
- Бабинец, Андрей Евтихиевич — учёный гидрогеолог, поступил в 1932-м году, выпускник 1935 года[7]
- Быстрицкий, Александр Григорьевич[8] — студент, далее геолог, входил в группу, обосновавшую нефтегазоносность Западной Сибири[9]
- Бондарчук, Владимир Гаврилович — доцент, геолог[10], ректор Киевского государственного университета им. Т. Г
- Дорошенко Николай Данилович —выпускник 1935 года, гидрогеолог, отец Юрия Николаевича Дорошенко, члена группы Дятлова[11]
- Кузьменко, Василий Иванович — геолог, лауреат Ленинской и Государственной премий.
- Лунгерсгаузен, Генрих (Лев) Фридрихович — геолог, один из основателей отечественной аэрогеологии.
- Мельник, Григорий Андреевич — советский партийный деятель, обучался в 1933-ом году
- Оппоков, Евгений Владимирович — заведующий торфяной кафедрой
- Пасечник, Иван Петрович — студент, далее известный учёный сейсмолог и сейсморазведчик
- Полонская Лия (Лидия) Вольфовна (1908-1991)[12] — гидрогеолог, выпускник 1936(?)-го  года
- Ризниченко, Юрий Владимирович — советский геофизик, сейсмолог, член-корреспондент Академии наук СССР
- Родионов, Сергей Петрович — преподаватель, петрограф
- Смешнико, Борис Борисович — футболист, игрок киевского Динамо[13]
- Таран, Дмитрий Иванович, выпускник 1932 года, полковник
- Ткачук, Лукьян Григорьевич — геолог, доцент
- Усенко, Иван Степанович, выпускник 1932 года и аспирант, геолог[14][15]
- Федюкович, Вацлав Станиславович — профессор, геофизик, зам. декана геологического факультета.
- Чирвинская, Марина Владимировна — геолог, геофизик, выпускник 1935 года, жена геолога Пётра Николаевича Чирвинского